# Pseudoyersinia subaptera
Pseudoyersinia subaptera — вид богомолів роду Pseudoyersinia. Дрібні богомоли з укороченими крилами та надкрилами, поширені на островах Тенерифе та Гран-Канарія з архіпелагу Канарських островів.

## Опис
Дрібні богомоли, довжина тіла складає всього 1,8-1,9 см у самців, у самиць від 1,7 до 2,2 см. Тіло сірувате. Фасеткові очі конічні, з горбиком (іноді ледь помітним) на верхівці. Краї передньогрудей гладенькі у самців, дрібно зазубрені в самиць. Черевце розширене.

### Схожі види
Від близького виду Pseudoyersinia teydeana, поширеного на тому ж острові, відрізняється наявністю горбика на оці, більш широким черевцем та будовою статевих органів. Від іншого виду Pseudoyersinia canariensis відрізняється більш конічними очима, наявністю горбика на них, не дуже розширеним черевцем..

## Спосіб життя та ареал
Ендемічний вид островів Тенерифе (південно-західна частина острова) та Гран-Канарія. Зустрічається на висотах до 1200 м н. р. м. Популяція знижує свою чисельність. Імаго та личинки мешкають у травянистій і чагарниковій рослинності на схилах островів. Активні цілий рік, хоча найбільше навесні.
Pseudoyersinia subaptera внесено до Червоного списку МСОП як вразливий вид. Серед можливих загроз — руйнування місць мешкання через урбанізацію, промислове будівництво, використання пестицидів.